# Hilimboe
Hilimboe is een bestuurslaag in het regentschap Nias Selatan van de provincie Noord-Sumatra, Indonesië. Hilimboe telt 1543 inwoners (volkstelling 2010).